# Čabulja
Čabulja är en bergskedja i Bosnien och Hercegovina.   Den ligger i entiteten Federationen Bosnien och Hercegovina, i den södra delen av landet, 70 km sydväst om huvudstaden Sarajevo.
Omgivningarna runt Čabulja är en mosaik av jordbruksmark och naturlig växtlighet. Runt Čabulja är det ganska tätbefolkat, med 93 invånare per kvadratkilometer.